# Церковь Сан-Барнаба (Марино)
Церковь Сан-Барнаба (итал. La basilica di San Barnaba) — коллегиальная базилика Святого Варнавы. Является главным местом католического богослужения в городе Марино, область Лацио, близ Рима, епархии Альбано.

## История
Базилика, построенная благодаря семье Колонна, является одной из крупнейших церквей в епархии, а также одной из самых важных: она была резиденцией Гонфалоне Марино, основанной около 1271 года святым Бонавентурой из Баньореджо. Капитул Святого Варнавы был самым значительным в епархии наряду с капитулом коллегиальной церкви Санта-Мария-Ассунта в Аричче.
Церковь расположена в нижней средневековой части города и возведена, вероятно, в XII веке на древнеримской цистерне (подземном водохранилище), перестроена в начале XIII века. Вначале церковь была посвящена Святой Луции. Святой Варнава стал покровителем Марино после стихийного бедствия, обрушившегося город 11 июня 1615 года: сильный град уничтожил урожай жителей. Бедствие повторялось ещё два последующих года. Чтобы положить этому конец по благословлению кардинала Франческо Сфорцы, церковь освятили в честь Святого апостола Варнавы, чей праздник приходится именно на 11 июня.
5 июня 1642 года камергер феодального поместья Марино сообщил герцогу Филиппо I Колонне, что храм готов к проведению служб. Мемориальная доска, установленная кардиналом Джироламо Колонной на контрфасаде церкви, напоминает о том, что храм находится под вечным покровительством семьи Колонна. Однако официальное освящение коллегиальной церкви состоялось лишь 14 мая 1713 года архиепископом Неаполя монсеньором Антонио Санфеличе.
10 декабря 1662 года из старой церкви Санта-Лючия в новую базилику был перенесён образ Мадонны Розария. Возведение церкви в титул малой базилики по распоряжению папы Пия IX относится к 1851 году.
Во время Второй мировой войны 31 мая 1944 года на базилику обрушилось четыре англо-американских авианалета: крыша, которая уже рушилась, и опорная арка купола были снесены, что нанесло серьёзный ущерб внутренним росписям. Реставрацию храма проводили в 1962, в период 1978—1979 годов, в 1990-х и в 2006 году.

## Архитектура
Церковь имеет базиликальный план с тремя нефами, длиной 58,75 метра и шириной трансепта 24 метра; высота от купола до фонаря 36 метров. Центральный неф перекрыт цилиндрическим сводом с люнетами, а два боковых нефа. Фасад был построен между 1652 и 1653 годами, более чем через десять лет после начала строительства: из-за этой задержки мастер был отстранён от своей должности и заменён 28 августа 1651 года неким Джакомо Альто, сыном Джованни Баттисты, из Асти. Фасад разделён по горизонтали на нижнюю и верхнюю часть, а по вертикали на три секции шестью пилястрами коринфского ордера.
Интерьер базилики спроектирован Антонио Дель Гранде, доверенным архитектором семьи Колонна, который также работал над приходской церковью Санта-Мария-Ассунта в Рокка-ди-Папа и над Палаццо Колонна в Риме. В строительных работах также участвовали Джованни Мария Лонги, Винченцо делла Грека и Паоло Андреотти под руководством Фабрицио Ваннутелли.
Во втором пролёте правого нефа находится алтарь Святого Антония Аббата или Святого Иосифа, о котором заботилось Братство Милосердия, чей герб — красный крест с латинским словом «charitas» (милосердие) — виден на фронтоне. Мраморная статуя Святого Антония Аббата является работой скульптора Эрколе Феррата.

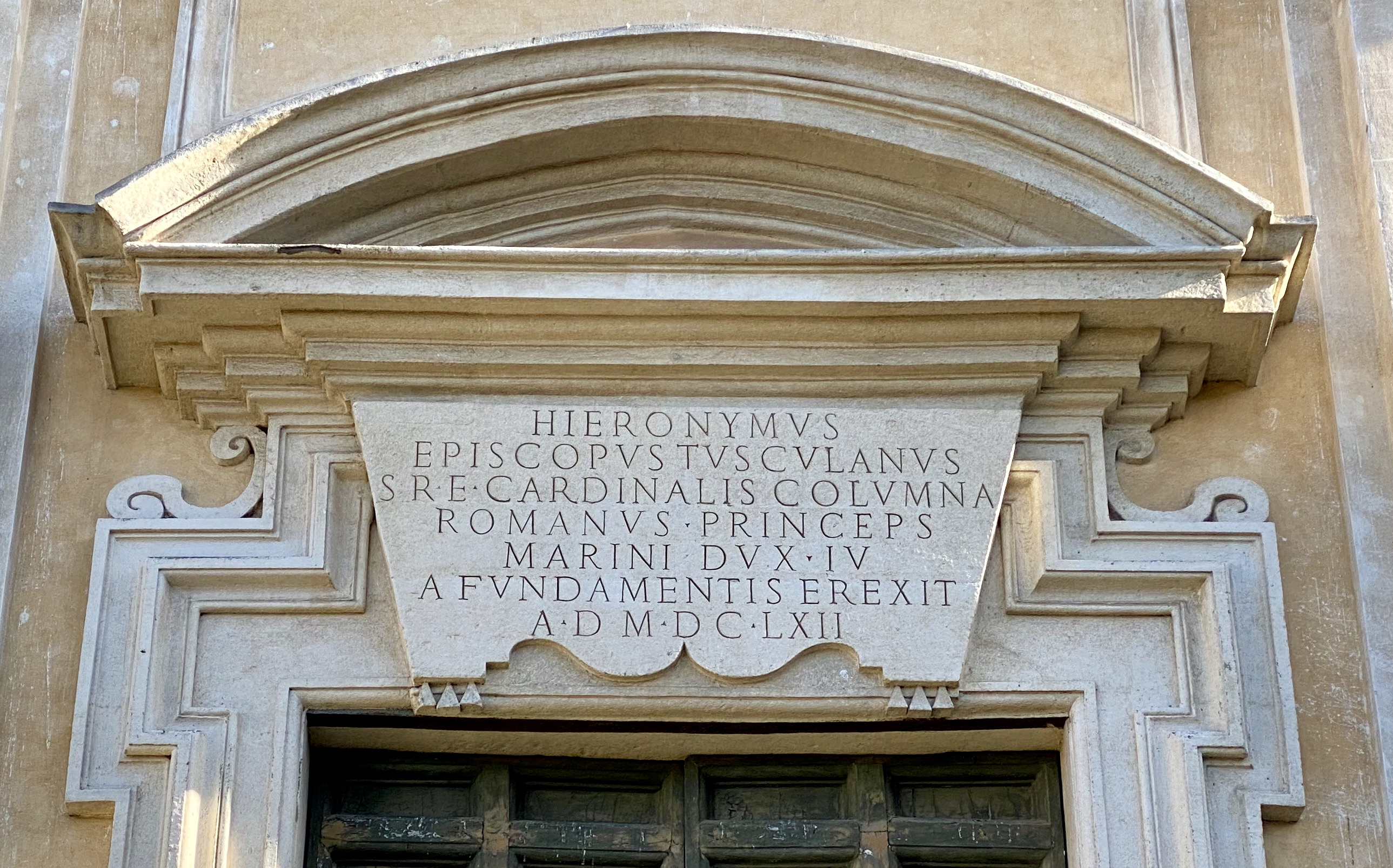
Памятная надпись портала
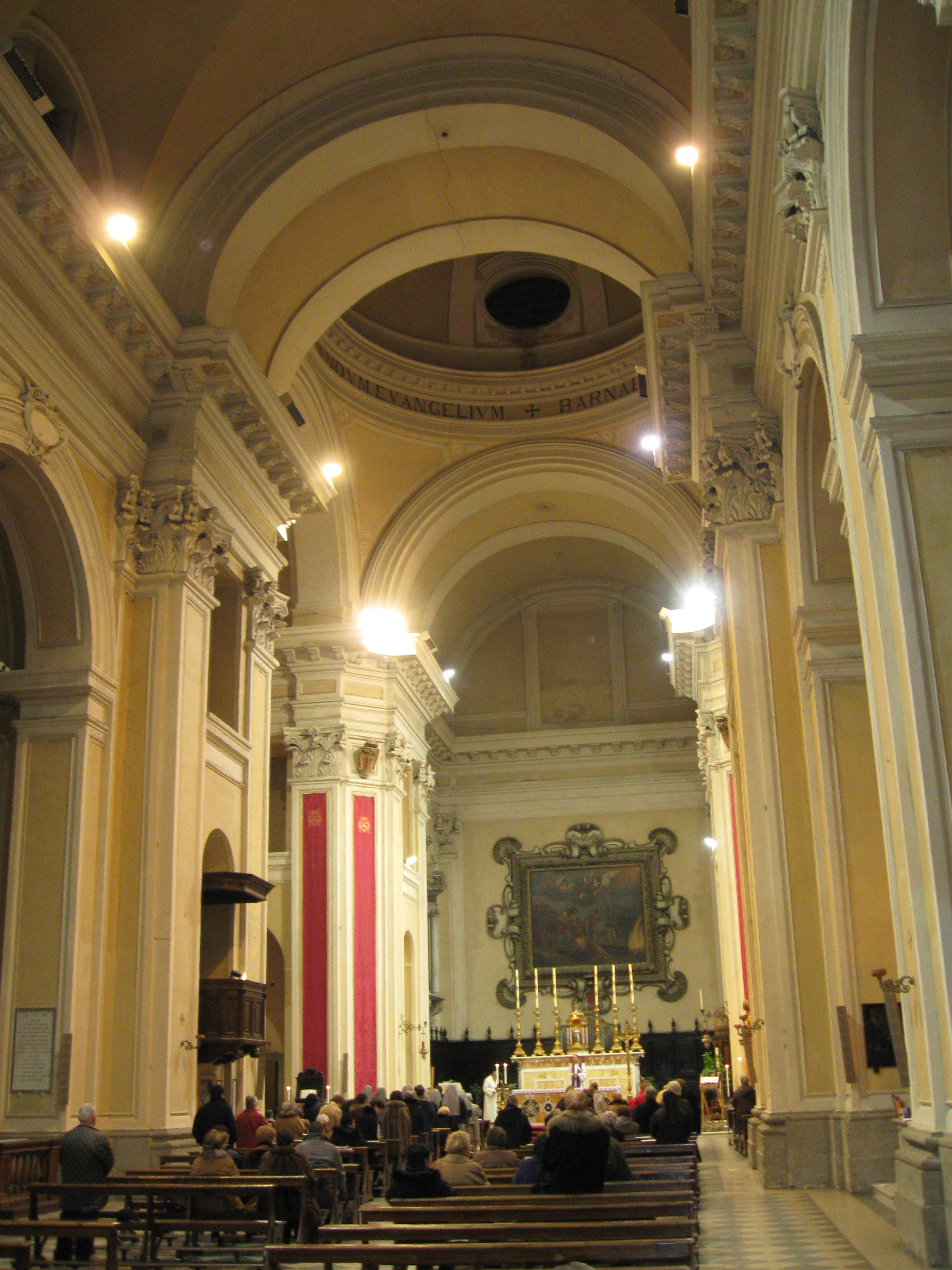
Интерьер
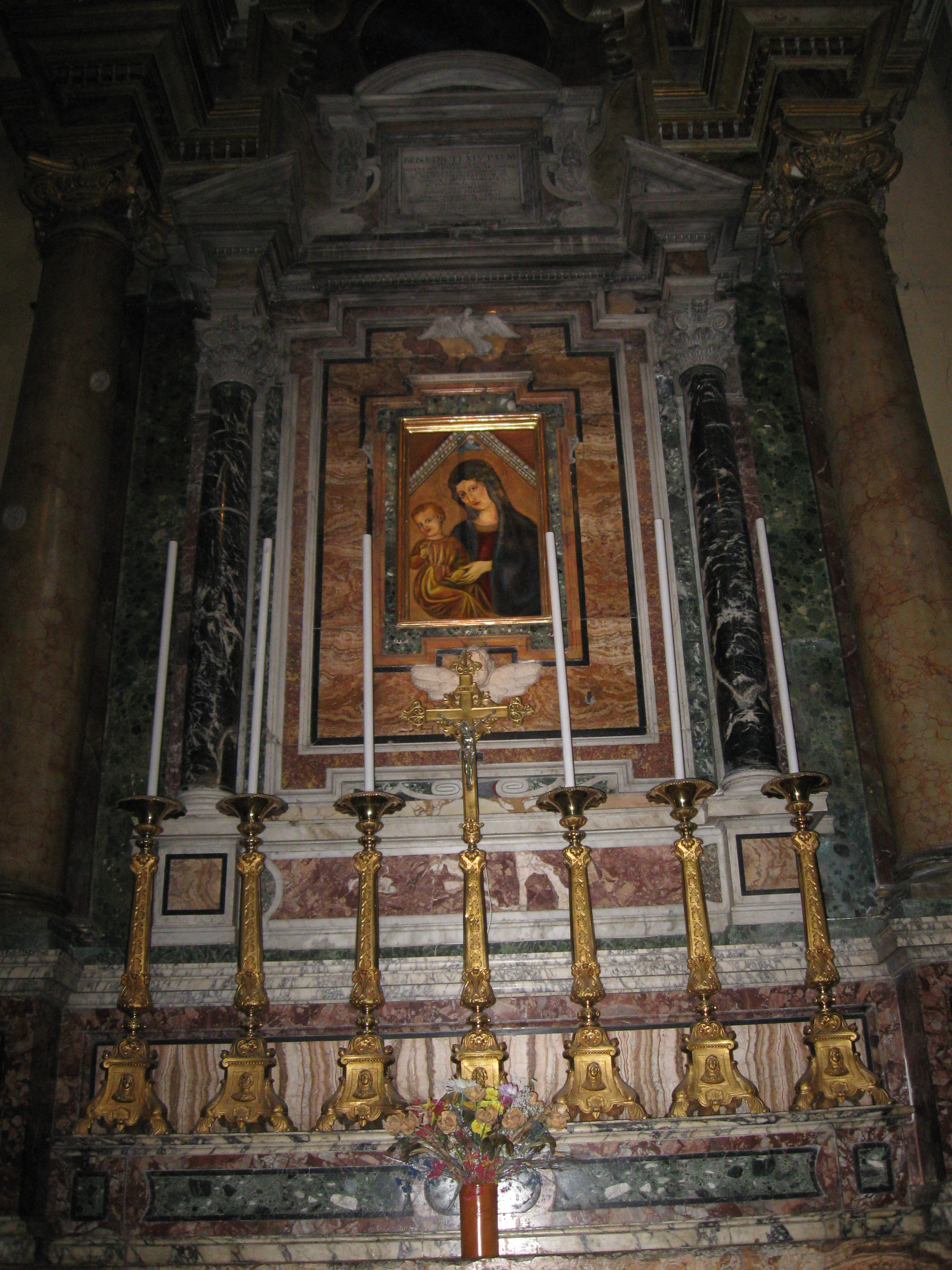
Алтарь с иконой Мадонны дель Пополо
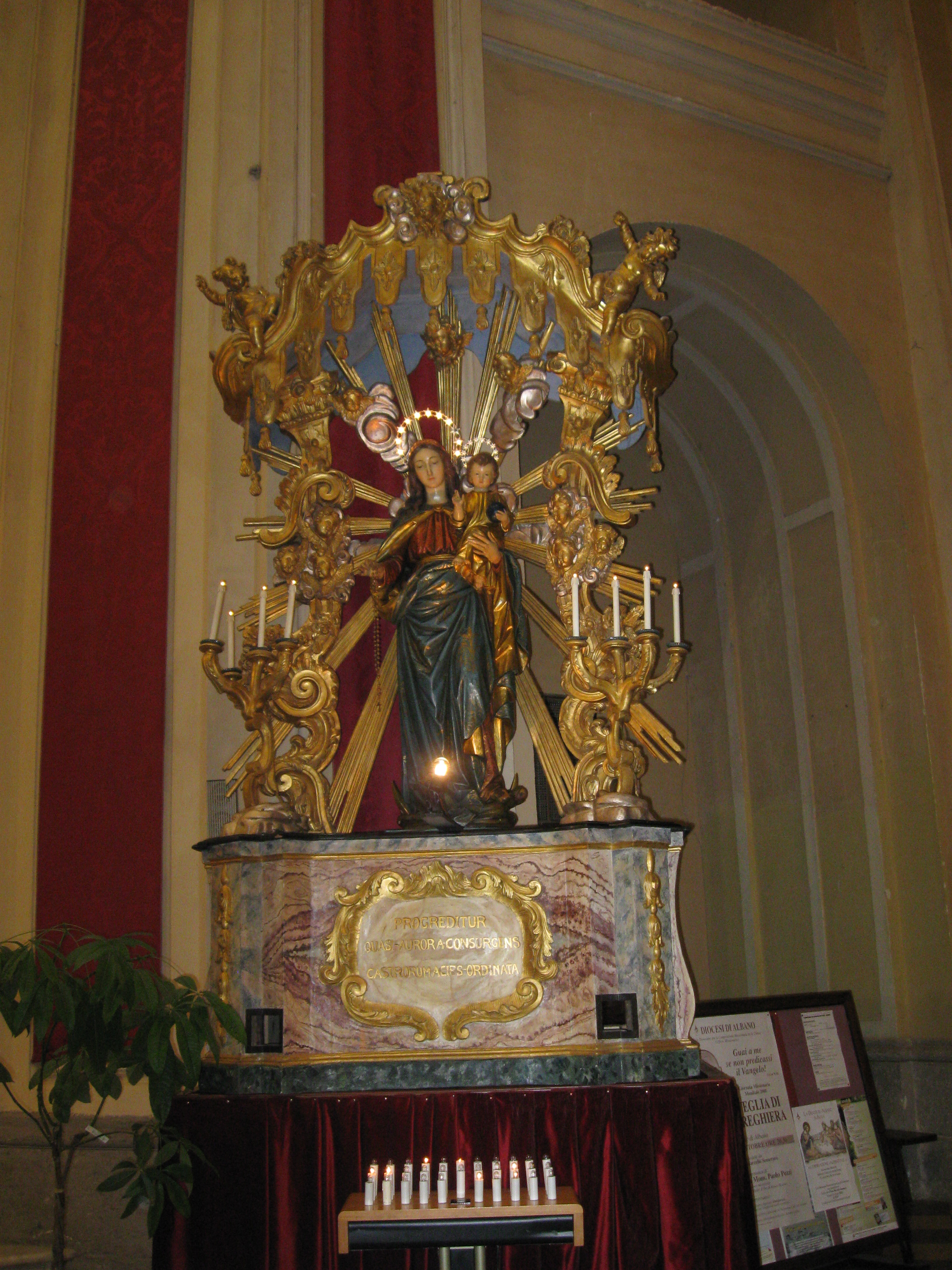
Мадонна дель Розарио